# June Mathis

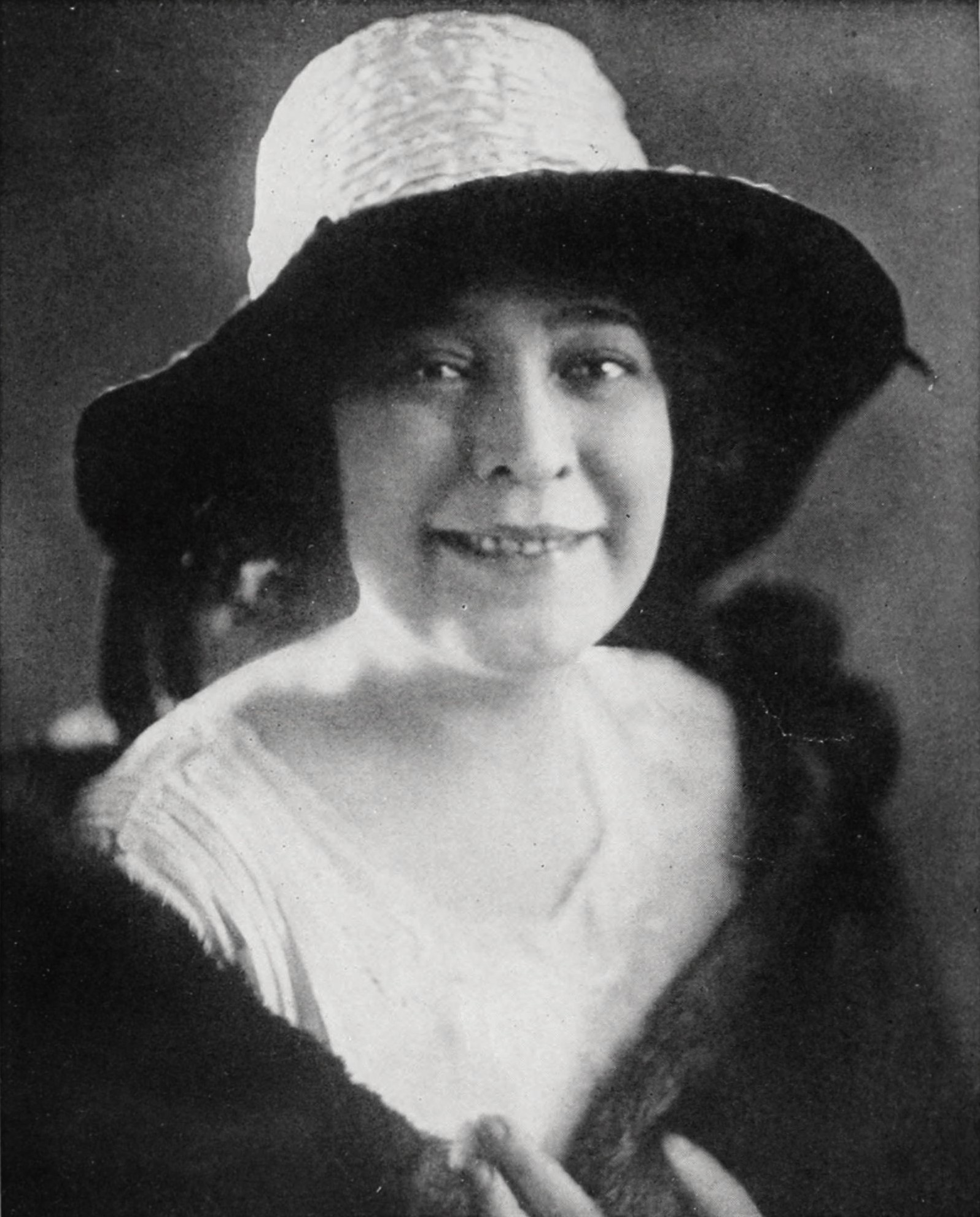
June Mathis (1920)

June Mathis, gebürtige June Beulah Hughes, verheiratete June Balboni, (* 30. Juni 1892 in Leadville, Colorado; † 26. Juli 1927  in New York City) war eine US-amerikanische Drehbuchautorin und Filmeditorin.

## Leben
June Mathis, geboren in eine Theaterfamilie aus Colorado, war bereits vor Ausbruch des Ersten Weltkrieges Bühnenautorin. Regisseur Edwin Carewe verpflichtete sie 1918 für die Metro Pictures Corporation. Sie verfasste zuerst Dramen mit Alla Nazimova in der Hauptrolle. Im Jahr darauf wurde sie zur Chefin der Drehbuch-Abteilung befördert, kurze Zeit später zudem Leiterin der Schnitt-Abteilung. Der endgültige Durchbruch gelang ihr mit dem Drehbuch zu Buster Keatons Der Dummkopf. Danach verfasste sie das Skript zum antideutschen Familiendrama Die vier Reiter der Apokalypse mit Rudolph Valentino. Es folgten vier weitere Drehbücher zu Filmen Valentinos. Ihr Ansehen wurde so groß, dass sie die Metro um die Überarbeitung des Drehbuchs des Monumentaldramas Gier von Erich von Stroheim bat. 1924 war sie Mitglied eines Autorenteams, das das Buch zu Fred Niblos Ben Hur verfasste. Am 6. Dezember 1924 heiratete sie Sylvano Balboni. 1926 wechselte sie zur First National. Im darauffolgenden Jahr starb sie völlig überraschend im Alter von nur 35 Jahren, während sie eine Theateraufführung mit ihrer Mutter besuchte, an einem Herzinfarkt. Ihre letzten Worte waren „Mother, I'm dying“ (Mutter, ich sterbe).

## Filmographie (Auswahl)
Drehbuch
- 1915: The House of Tears
- 1916: The Purple Lady (Verschollen)
- 1916: Her Great Price
- 1916: The Upstart
- 1917: Die Lieblingstochter des Maharadscha (Lady Barnacle)
- 1918: To Hell with the Kaiser! (Verschollen)
- 1920: Der Dummkopf (The Saphead)
- 1920: Fräulein Liliput, das Reisespielzeug (The Willow Tree)
- 1921: Die vier Reiter der Apokalypse (The Four Horsemen of the Apocalypse)
- 1921: Siegende Kraft (The Conquering Power)
- 1921: Die Kameliendame (Camille)
- 1922: Der junge Maharadscha (The Young Rajah)
- 1922: Blut und Sand (Blood and Sand)
- 1923: Ein Mädchen und drei alte Narren (Three Wise Fools)
- 1924: Gier (Greed)
- 1924: Wer war der Vater? (Name the Man)
- 1925: Wir Modernen (We Moderns)
- 1925: Ein Mädel von Klasse (Classified)
- 1926: Wien bleibt Wien (The Greater Glory)
- 1925: Ben Hur (Ben Hur)
- 1927: The Magic Flame (The Magic Flame)
- 1927: An Affair of the Follies (Verschollen)
- 1930: Reno

Schnitt
- 1924: Liebesurlaub einer Königin (Three Weeks)

sonstiges
- 1923: Der Markt der Seelen (Souls for Sale) (Cameo)